# Театр Крусібл
Теа́тр Кру́сібл (англ. Crucible Theatre) — театр в місті Шеффілд, Англія, побудований у 1971 році, розташований в центрі міста. Цей театр використовується як для театральних вистав, так і для проведення головного снукерного турніру — чемпіонату світу.

## Історія
Будівля була спроєктована Танею Моїсевіч у 1971 році. Його побудували на місці Готелю Адельфа, який був історичним місцем створення «крикетного клубу графства Йоркшир», на базі якого пізніше виник перший у світі футбольний клуб «Ф. К. Шеффілд», а також відомих футбольних команд «Шеффілд Юнайтед» та «Шеффілд Венсдей». Театр вміщує 980 глядачів і 400 місць для Студії Театру Шеффілда. У 2001 році був нагороджений премією Barclays як театр року.
У 2007—2009 рр.. в театрі проводились ремонтні роботи, з перервою на чемпіонати світу зі снукеру. В ході реконструкції Крусібл отримав нову сцену, додаткові господарські приміщення і перероблений бар. Вартість робіт склала GB £ 15,3 мільйона.

## Театр
У Крусиблі найчастіше ставляться нові сцени або п'єси, а також репетиції до показу вже відомих постановок. Нові постановки оцінюються групою представників Шеффілдських театрів.

## Спортивні заходи
Найважливіше з усіх змагань в Крусиблі — чемпіонат світу зі снукеру. Він проводиться тут щорічно протягом більш ніж 30 років (з 1977 року). У 2009 році контракт на проведення чемпіонату світу подовжено ще на п'ять років. У будівлі граються також матчі професійних турнірів з настільного тенісу та сквошу.